# Kanton Nieuwpoort
Kanton Nieuwpoort is een kanton in de Belgische provincie West-Vlaanderen en het arrondissement Veurne. Het is de bestuurslaag boven die van de desbetreffende gemeenten, tevens is het een gerechtelijk niveau waarbinnen een vredegerecht georganiseerd wordt dat bevoegd is voor de deelnemende gemeenten. Beide types kanton beslaan niet noodzakelijk hetzelfde territorium.

## Gerechtelijk kanton Veurne-Nieuwpoort
Veurne-Nieuwpoort is een gerechtelijk kanton met zetels in Veurne en Nieuwpoort dat een vredegerecht inricht en gelegen is in het gerechtelijk arrondissement Veurne.
Dit gerechtelijk kanton is bevoegd voor de steden Veurne en Nieuwpoort en de gemeenten Alveringem, De Panne en Koksijde.
De vrederechter is bevoegd bij gezinsconflicten, onderhoudsgeschillen, voogdij, voorlopige bewindvoering, mede-eigendommen, appartementseigendom, burenhinder ...

## Kieskanton Nieuwpoort
Het kieskanton Nieuwpoort ligt in het provinciedistrict Veurne-Diksmuide, het kiesarrondissement Oostende-Veurne-Diksmuide en de kieskring West-Vlaanderen. Het beslaat enkel de stad Nieuwpoort en bestaat uit 5 stembureaus.

### Structuur
| Nieuwpoort       | Nieuwpoort       | Supranationaal         | Nationaal                         | Nationaal                 | Gemeenschap               | Gewest                    | Provincie                 | Arrondissement            | Provinciedistrict | Kanton          | Gemeente        | District         |
| ---------------- | ---------------- | ---------------------- | --------------------------------- | ------------------------- | ------------------------- | ------------------------- | ------------------------- | ------------------------- | ----------------- | --------------- | --------------- | ---------------- |
| Administratief   | Niveau           | Europese Unie          | België                            | België                    | Vlaanderen                | Vlaanderen                | West-Vlaanderen           | Veurne                    | Veurne            | Veurne          | Nieuwpoort      | -                |
| Administratief   | Bestuur          | Europese Commissie     | Belgische regering                | Belgische regering        | Vlaamse regering          | Vlaamse regering          | Deputatie                 | Deputatie                 | Deputatie         | Deputatie       | Gemeentebestuur | Districtscollege |
| Administratief   | Raad             | Europees Parlement     | Kamer van volksvertegenwoordigers | Vlaams Parlement          | Vlaams Parlement          | Vlaams Parlement          | Provincieraad             | Provincieraad             | Provincieraad     | Provincieraad   | Gemeenteraad    | Districtsraad    |
| Kiesomschrijving | Kiesomschrijving | Nederlands Kiescollege | Kieskring West-Vlaanderen         | Kieskring West-Vlaanderen | Kieskring West-Vlaanderen | Kieskring West-Vlaanderen | Kieskring West-Vlaanderen | Oostende-Veurne-Diksmuide | Veurne-Diksmuide  | Nieuwpoort      | Nieuwpoort      | -                |
| Verkiezing       | Verkiezing       | Europese               | Federale                          | Federale                  | Vlaamse                   | Vlaamse                   | Provincieraads-           | Provincieraads-           | Provincieraads-   | Provincieraads- | Gemeenteraads-  | Districtsraads-  |